# Dywizja Pancerna Holstein
Dywizja Pancerna Holstein (niem. Panzer-Division Holstein) – niemiecka dywizja pancerna z okresu II wojny światowej, rozbita przez wojska Armii Czerwonej i ludowego Wojska Polskiego.

## Historia dywizji
Dywizję sformowano 10 lutego 1945 w Danii z części 233 Rezerwowej Dywizji Pancernej oraz oddziałów alarmowych. Była słabo wyposażona (45 czołgów) i nie spełniała wymagań etatowych dywizji pancernej. Już w lutym 1945 walczyła pod Stargardem i Kołobrzegiem. Rozbita została w czasie bitwy w rejonie Trzebiatowa przez Armię Czerwoną i ludowe Wojsko Polskie. Niedobitki obsadziły odcinek frontu na Odrze pod Szczecinem. 6 kwietnia 1945 została rozwiązana, jej poddziały wchłonęła 18 Dywizja Grenadierów Pancernych, natomiast sztab posłużył do sformowania Dywizji Pancernej Clausewitz.

## Dowódca dywizji
- płk Joachim Hesse[3]

## Struktura organizacyjna
- 44  batalion pancerny
- 139  pułk grenadierów pancernych
- 142  pułk grenadierów pancernych
- 144  pułk artylerii pancernej
- 44  pancerny batalion rozpoznawczy
- 144  batalion niszczycieli czołgów
- 144  pancerny batalion inżynieryjny
- pancerna kompania łączności
- 144  armijny batalion przeciwlotniczy
- dywizyjne oddziały zaopatrzeniowe